# 中央路駅 (大邱広域市)
中央路駅（チュンアンノえき）は、大韓民国大邱広域市中区にある大邱交通公社1号線の駅である。駅番号は131。

## 歴史
- 1997年11月26日 - 開業。開業当初は終着駅。
- 1998年5月2日 - 1号線が安心駅まで延伸、途中駅になる。
- 2003年2月18日 - 当駅で放火事件。しばらくの間使用停止。
- 2003年12月31日 - 営業再開。

## 駅構造

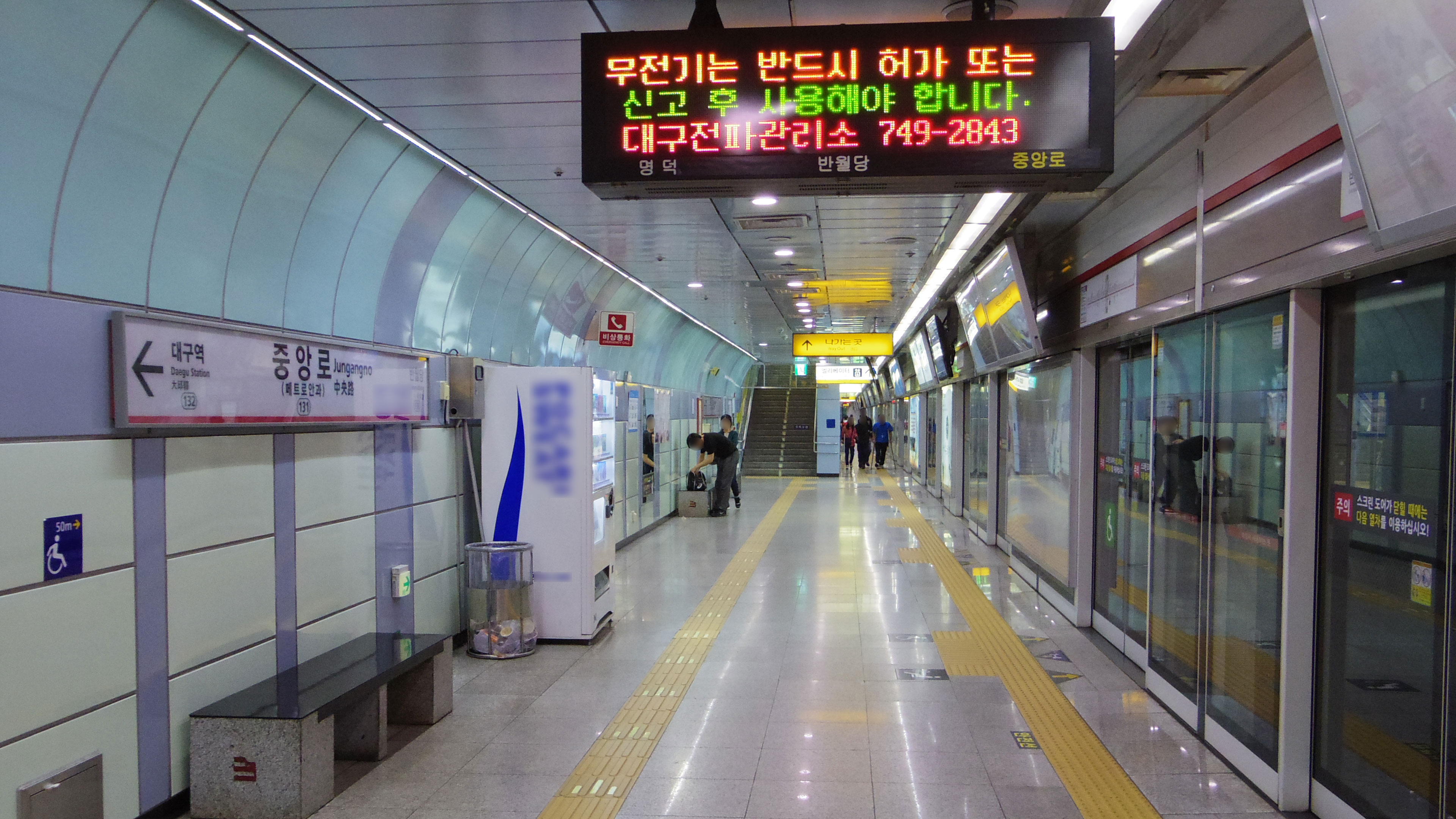
ホーム

相対式ホーム2面2線の地下駅。フルスクリーンタイプのホームドアが設置されている。

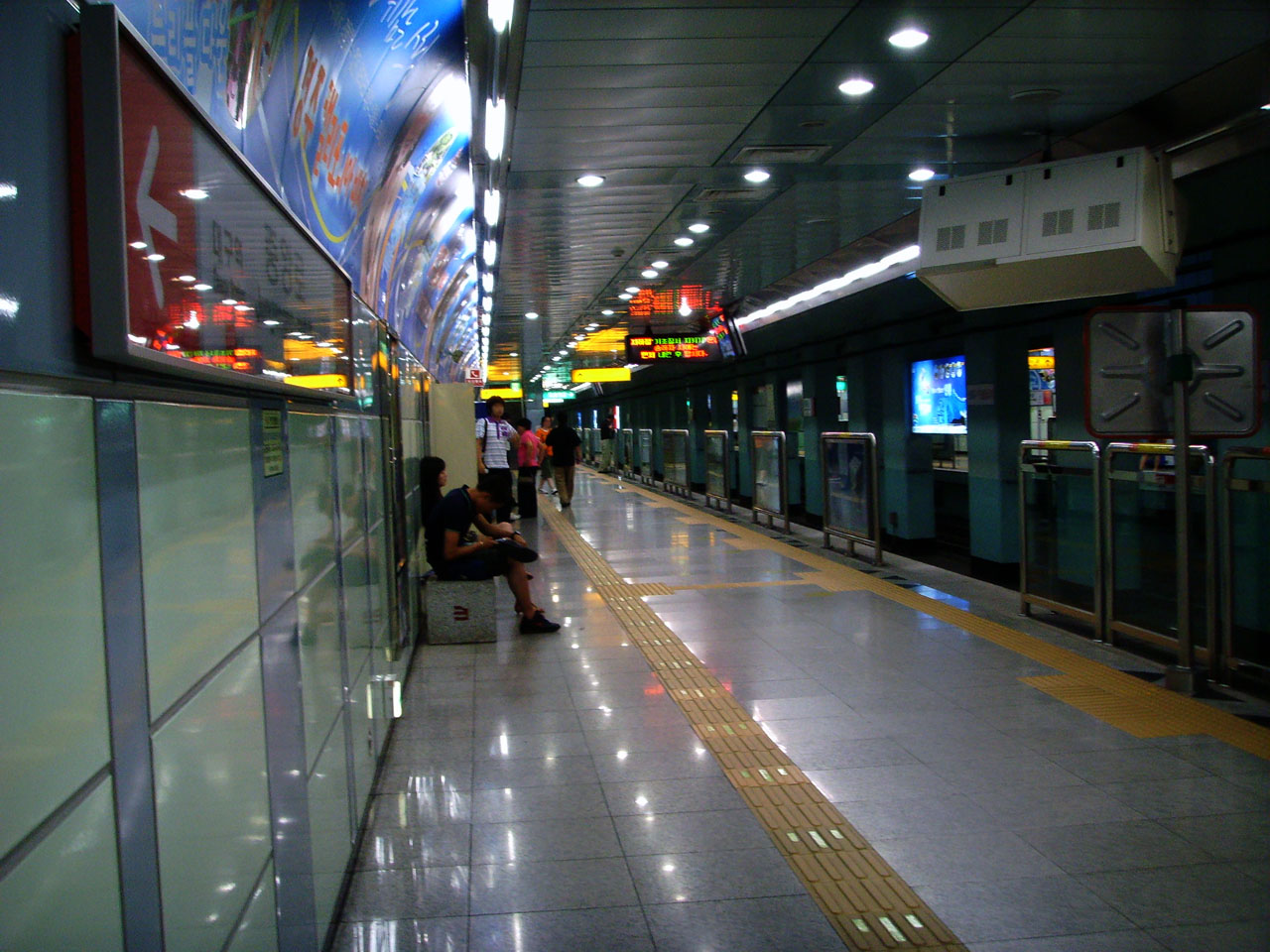
スクリーンドア設置前のホーム (放火事件の時は、スクリーンドアがなかった。)

### のりば
- のりばの番号は存在しない。

| 上り | 1号線 | 半月堂・上仁・舌化椧谷方面 |
| 下り | 1号線 | 大邱駅・東大邱駅・安心方面 |

## 利用状況
近年の一日平均乗車人員推移は下記の通り。
| 路線  | 利用人数 | 利用人数 | 利用人数 | 利用人数 | 利用人数 | 利用人数 | 利用人数 | 利用人数 | 利用人数 | 利用人数 | 利用人数 |
| 路線  | 1997年   | 1998年   | 1999年   | 2000年   | 2001年   | 2002年   | 2003年   | 2004年   | 2005年   | 2006年   | 2007年   |
| ----- | -------- | -------- | -------- | -------- | -------- | -------- | -------- | -------- | -------- | -------- | -------- |
| 1号線 | 23494人  | 23248人  | 23300人  | 不明     | 22823人  | 24428人  | 3534人   | 17778人  | 18173人  | 21151人  | 19460人  |

## 駅周辺

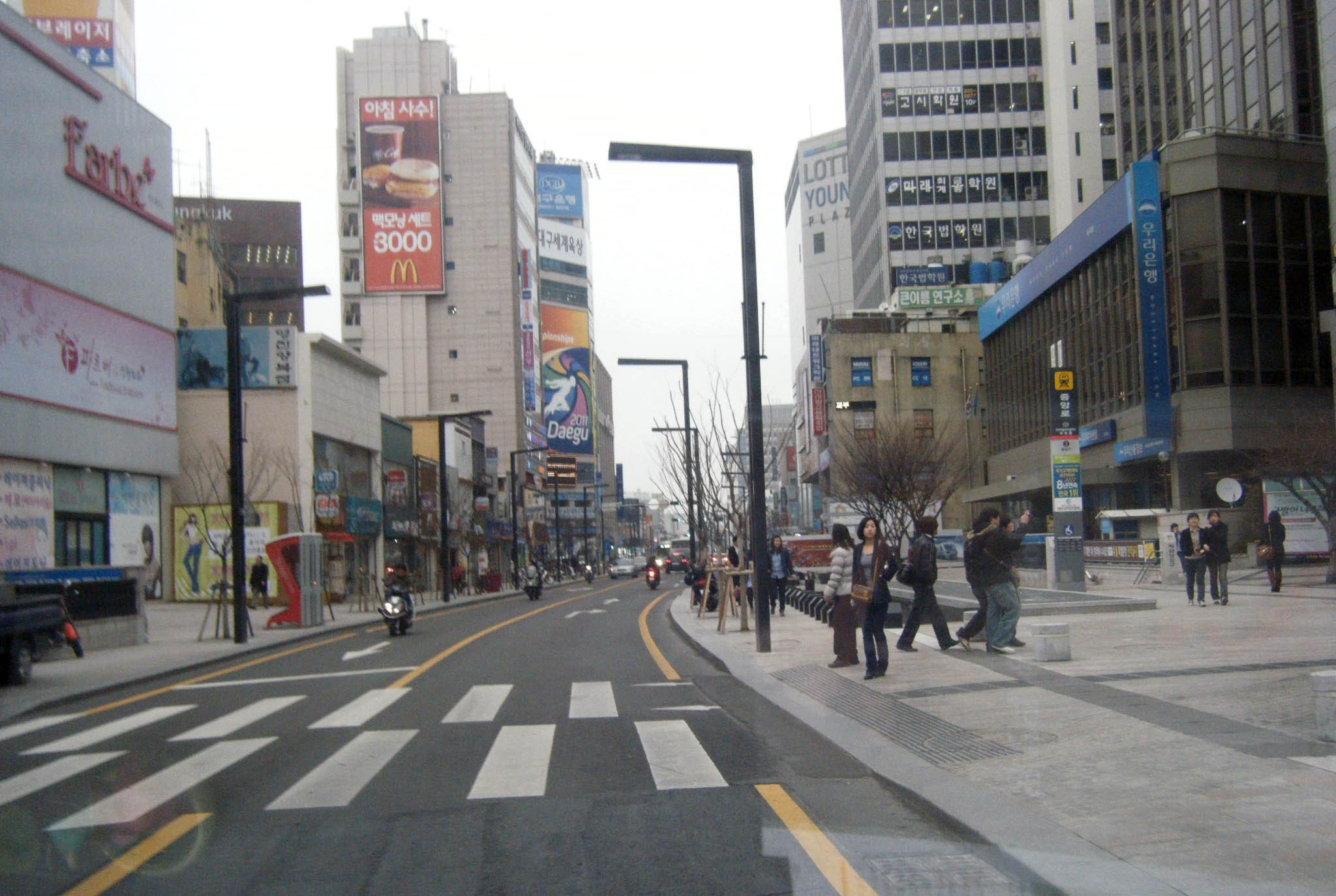
駅周辺の様子

- 慶尚監営（朝鮮語版）
- 郭病院
- 校洞市場
- 教保文庫 大邱店
- 国民銀行 大邱店
- 国債補償公園（朝鮮語版）
- 国債報償路（朝鮮語版）
- 大邱広域市庁（朝鮮語版）
- 大邱百貨店（朝鮮語版）本店
- 大邱郵便局
- 大邱銀行（朝鮮語版）中央路支店
- 大邱人材銀行
- ミレー・アセット大宇（朝鮮語版、英語版）
- 東城路（朝鮮語版）
- 東亜百貨店（朝鮮語版）
- 東洋オリオン投資信託証券 大邱ロイヤル支店
- 無窮花百貨店
- センジュラル観光ホテル
- CGV 大邱韓日
- CGV アカデミー館
- MMC（朝鮮語版）
- ハナ銀行 大邱支店
- ウリィ銀行 大邱支店
- ユニオン信用金庫
- 2・28記念中央公園
- 韓国スタンダードチャータード銀行 大邱支店
- 大邱中部警察署
- 中央路（朝鮮語版）
- 農協中央会 中央支店
- ソウル牛乳協同組合（朝鮮語版）
- KT 布政支店
- ハナ病院
- KDB産業銀行大邱支店
- 中区庁
- 天主教大邱大教区（朝鮮語版） 三徳聖堂
- ノボテル大邱
- CPBC大邱カトリック平和放送（朝鮮語版）

## 隣の駅
大邱交通公社
1号線
半月堂駅（130） - 中央路駅（131） - 大邱駅駅（132）